# Buena Voluntad
Buena Voluntad är en ort i Mexiko.   Den ligger i kommunen Acacoyagua och delstaten Chiapas, i den sydöstra delen av landet, 800 km sydost om huvudstaden Mexico City. Buena Voluntad ligger 78 meter över havet och antalet invånare är 114.
Terrängen runt Buena Voluntad är varierad. Runt Buena Voluntad är det ganska tätbefolkat, med 60 invånare per kvadratkilometer. Närmaste större samhälle är Escuintla, 4,5 km sydost om Buena Voluntad. Omgivningarna runt Buena Voluntad är en mosaik av jordbruksmark och naturlig växtlighet.